# اورینتین
اورینتین (به انگلیسی: Orientin) با فرمول شیمیایی C21H20O11 یک ترکیب شیمیایی با شناسه پاب‌کم 5281675 است. که جرم مولی آن ۴۴۸٫۳۸ گرم بر مول می‌باشد. 